# Décennie 1210 en arts plastiques

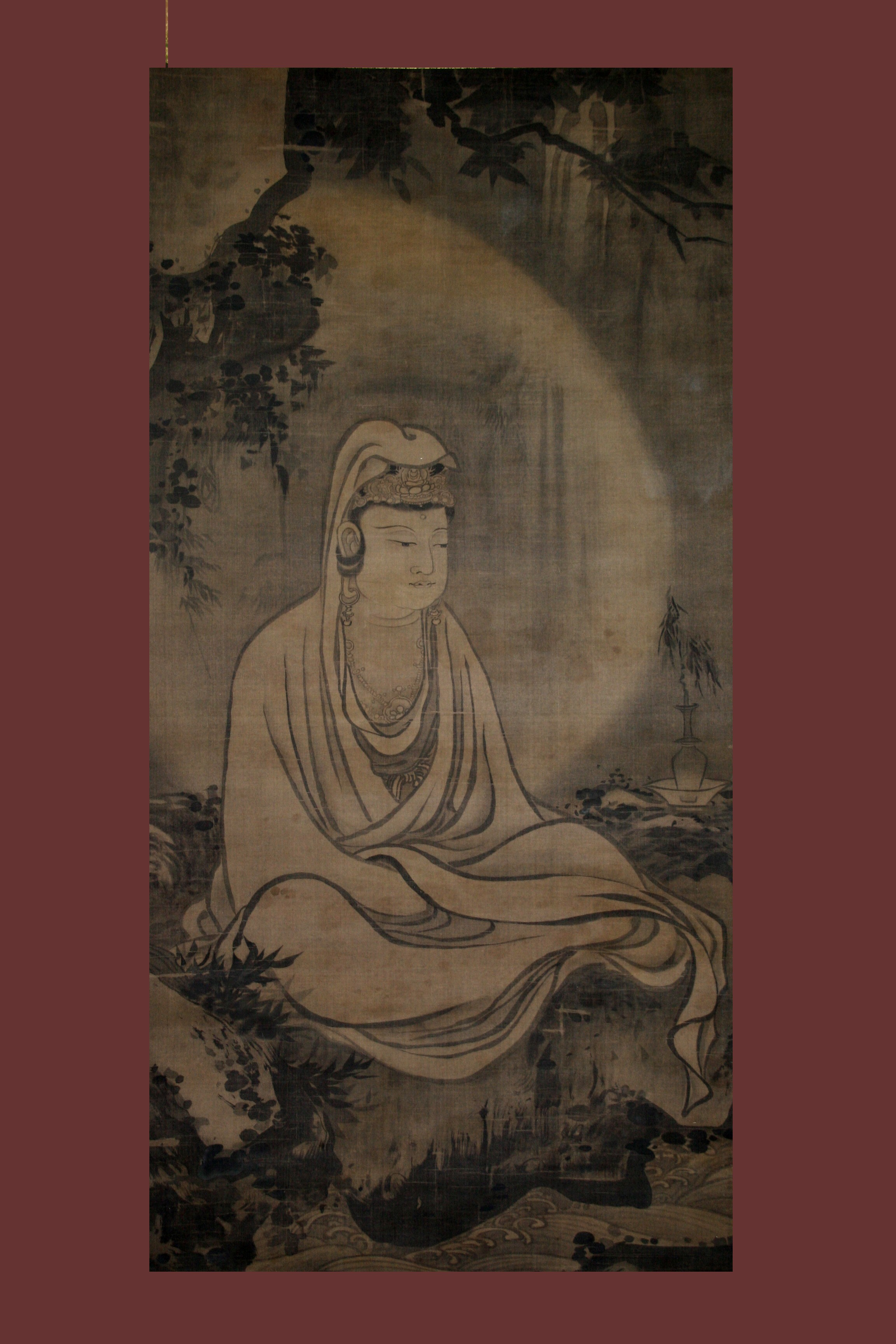
Guan Yinen robe blanche, par Mu-ch'i

Cette page concerne les années 1210 en arts plastiques.

## Naissances
- Muqi Fachang, peintre chinois.

## Décès
- Liang Kai, peintre chinois.